# 馬場
馬場（ばば、ばんば）は、乗馬を行うための土地である。
軍馬の場合、繋養する場所や、騎馬修練所や馬の乗り継ぎのため設けられた場所である。禅定道の起点も馬場（ばんば）と呼ばれる。近世城下町では武家地に馬場があり、城下に在住する武士が乗馬訓練などを行っていた。
競馬では、実際に馬がレースのために走行する走路である。

## 馬術場
乗馬や馬術の練習および馬術競技や競馬を行う場所を馬場というが、もともとは古代の日本で兵の騎射会の会場を意味していた。馬場は朝廷の武徳殿の前にあり、端午の節会には天皇も騎射を観覧し、武徳殿左右の近衛府・兵衛府にも調練のための馬場を設置していた。
馬場を「うま‐ば」と読ませた場合、乗馬の練習や馬術競技、また競馬をする場所の意味となる。三省堂書籍版『大辞林第三版』の解説では、乗馬の練習や馬術競技・競馬などを行う場所とし、日本では武徳殿の前や左右の近衛府にあったとしている。全国各地に残る馬場という名もこれに由来するが，この馬場は国家の軍馬供給を目的に開設し各地に設置した牧に由来するものもあると考えられている。武士は軍事力の基礎を騎馬と弓射におき、こうした施設を基に古代末から中世にかけ東国を中心に勢力を伸ばしはじめたとされる。中世武士団の拠点となる広大な豪族の館の中にも必ず馬場があったことが知られ，戦闘の際の馬揃・勢汰も馬場で行われたといわれる。
江戸時代になると、江戸中に馬場は散在していて、周辺の武士たちの調練に使われてきた。同時期のヨーロッパなどでは早くもスポーツがさかえていて、一般の庶民もいろんな球技を楽しんでいた。ギリシアのむかしは別にしても、イギリスにはクリケットや蹴球、ボーリングのようなものは貴族から農民までどの階層の人たちにも普及し、そのための場所にも不足はなかった。村にはヴィレッジ・グリーンがあり、ロンドンにはムア・フィールドやスミス・フィールドがあった。一方日本では、スポーツにあたるものをみると、庶民にとってスポーツらしきものは相撲などで、武士がたしなみとして練習した馬術や弓術もあったが、庶民は馬に乗ることを禁ぜられており、明治になるまで武士階級に独占されていた。弓術はその後一部庶民のものとなって、楊弓とか土弓といわれたが、盛り場の遊びとして存在したにすぎなかったという。
江戸では、郊外の高田馬場と市中にあった馬場は、その面積の大きさと景観の美しさからいっても、現在の運動公園にふさわしいものであった。江戸名所図会には、馬喰町馬場、采女ヶ原馬場と高田馬場の3つが描かれ、嘉永2年(1894年)の切絵図では15ヵ所みられるが、馬喰町馬場や高田馬場のように、江戸時代を通じて存続したものは極めて少なくて、大部分は火災後に新たにつくられたり、馬場だったところが、武家地となって消えたりもしている。江戸城北の丸にも設けられ、朝鮮通信使の馬上才（曲馬）を将軍が上覧したことから朝鮮馬場と呼ばれた。
馬場の管理はまちまちで近くの町に預けるもの、町奉行らが直接管理するものなどがあった。幕末に町預りになっていたものは、馬喰町馬場、采女ヶ原馬場、小石川馬場、小日向馬場、堀田原馬場、平河町馬場、それに湯島の桜馬場である。町預りについて、馬場のある町とまったく無関係な役所の者が管理するのとでは馬場に対する親しみが違っていたであろうといわれる。もちろん町が預った馬場で、町の子供が遊べないわけはなかった様子で、馬術の行なわれない馬場は、子供たちの格好の遊び場で、江戸名所図会の馬喰町馬場には、子供が遊んでいるところが描かれている。
馬喰町馬場は、初音の馬場ともいわれ、関ヶ原の戦いのとき馬揃えをしたところと伝えられ、明暦の大火後に一筋の馬場になったという。江戸でもっとも古い馬場で、明治までつづいた。
采女ヶ原馬場は、享保9年(1724年)までは松平采女正定基の屋敷があったところで、焼失後、馬場とし、火除地も兼ねた。天明5年(1785年)まではもっと広かった。明治まで馬場として残っていたが、明治2年に町家となった。いまの築地の国立ガンセンターの北、采女橋のあたりにあった。采女ヶ原馬場は木挽町が管理していた。馬場の修復や清掃、行き倒れの人があったときの処置は、この町の役目とされた。そのかわり馬場の周辺に助成地を与えられ、講釈師、手踊、矢場、鳴物入見世物、菓子商などに貸していた。その貸料で馬場の手入れ、清掃人夫賃をまかなっていた。したがって采女ヶ原馬場は890坪あっても、実際馬場として使われたのは半分ぐらいで、他は両国広小路などとよく似たヨシズ張りの興行物でにぎわっていた。

### 高田馬場
現東京都新宿区西早稲田にあった高田馬場は、寛永13年にできて以来、馬術や弓術の練習場として明治までつづいた、江戸の馬場のうちでももっとも古く、大きくまた長くつづいたものの1つである。この馬場に松の樹を植えたのは、享保年間といわれ、雑司が谷の鬼子母神に参拝する人びとにとって、途中の馬場での遊びは欠かせないものとなったといい、賭け的、大的、小弓の勝負、騎射その他の催物があった。東の馬場では「能、難子、謡、土佐、外記、放下の類、一々見もつくされぬ」芝原の賑わいであったという。
明治2年ごろ馬場の敷地は東西200間、南北25問、総坪5000坪(1.25ヘクタール)あったが、北側にあった8軒の茶屋に分割して払い下げられ、畑にかわっていった。

### 桜の馬場
日本各地には「桜の馬場」という地の名称だけでも、各地にあり、名のルーツとしては、江戸期に各地の藩にあった馬場で、桜を多く馬場の堤に植えたのでその名がつけられた。
たとえば、地名では広島県福山市には桜馬場町と地名として残り、「福山藩に過ぎたるもの三つ、藩主墓所と桜の馬場に・・」と謡われる。
佐賀県唐津市には地名とともに桜馬場遺跡がある。
近畿三十六不動尊霊場岩屋寺の所在地は京都府京都市山科区西野山桜の馬場町である。
1964年住居標示施行により中庄二丁目の一部にあるまで大津市膳所中ノ庄町の小字に桜ノ馬場町があった。桜馬場自治会のある地域は、旧膳所藩本多7万石の城下町の一部で、かつて藩主の馬場があり桜の名所であったことから旧町名が桜馬場と名付けられ、自治会名はそれに由来している。
熊本城には桜の馬場 城彩苑がある。由来は熊本市広報・市政だよりくまもと　2006年12月号 / 熊本城みてある記（8）に詳しく掲載されている。
榴岡公園の前身 = 桜の馬場である。
高松城 (讃岐国)、小牧山#小牧市歴史館（小牧城）などに設置されていた。
七尾城址には桜馬場石垣が残る。
松代城には花の丸南側の桜の馬場の他、御蔵屋敷の北側には紅葉の馬場があった。 
長者山新羅神社では社殿再改築の時に桜の馬場を開設し、例祭に打毬を奉納するようになった。
神明天祖神社の東側一帯は、昔周囲に桜の木を植えた馬場があって「桜の馬場」と呼ばれていた。
富士山本宮浅間大社楼門前には、東西へ伸びる「桜の馬場」があり、神事流鏑馬式などに用いられる。
石岡神社でのだんじり・御輿は、未明から早朝にかけて桜の馬場とよばれる神社境内の広場に集まり行われる。

## 競馬の馬場
競馬用語辞典（日本中央競馬会刊）によると、馬場とは競走馬が競走したり、調教をしたりする場所で、この言葉は用途別、築造材料別、構造・形状別に分類しているとしている。用途別で本馬場、調教馬場、障害馬場、障害調教馬場、発走調教馬場、追馬場等を使用し、築造材料別では芝馬場、ダート馬場、ウッドチップ馬場、ゴムチップ混合馬場、ポリトラック馬場等というものがあり、構造・形状別では芝馬場、ダート馬場、ウッドチップ馬場のほか坂路馬場、角馬場、丸馬場等が使用されている。 